# Vigevano

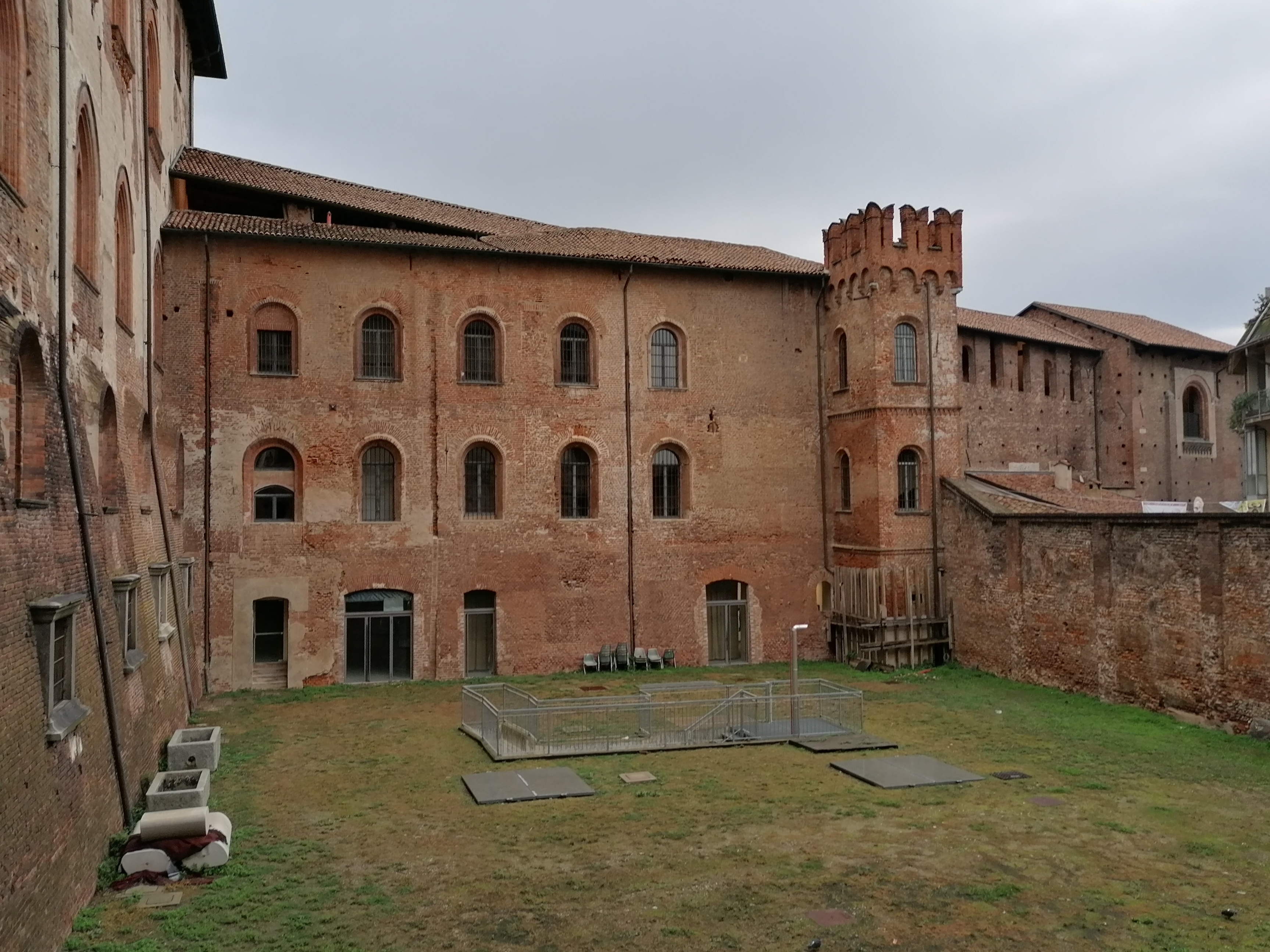
Castello Sforzesco

Vigevano (en el dialecto local, Avgevan) es una ciudad situada en la provincia de Pavía, en Lombardía. Tiene una población estimada, a fines de julio de 2024, de 62 855 habitantes.
Un centro industrial de importancia nacional, la ciudad es conocida por haber sido durante mucho tiempo uno de los principales centros de producción de calzado del mundo.

## Historia
El primer documento que menciona el pueblo data del año 963. Se trataba de un asentamiento fortificado que acogió a los habitantes de las villas cercanas que huían de las invasiones bárbaras del siglo X.
Precisamente por su óptima ubicación, Vigevano se convirtió en objetivo de las ciudades de Milán y Pavía y por 150 años sufrió guerras, asedios y destrucción.
Posteriormente, con la llegada de los señoríos, las condiciones mejoraron; entre los siglos XIV y XV el pueblo se convirtió primero en feudo de la familia Della Torre, luego de la familia Visconti y finalmente, entre 1450 y 1535, de la familia Sforza.
En el siglo XIV el pueblo mejoró sus condiciones, sobre todo gracias a los importantes cambios urbanísticos introducidos por los Visconti, que culminaron con la construcción de las terrazas (para facilitar el trabajo en el exterior), la fortaleza (para proteger el pueblo) y el fortalecimiento del castillo (con la construcción de las murallas).
En 1535, pasó a formar parte, como el resto del Ducado de Milán, del Imperio español, permaneciendo en su poder hasta su conquista por la Monarquía Habsburgo en 1706, salvo breves ocupaciones saboyanas en 1645 y franco-modenesas entre 1658 y 1659. Fue anexionada por el Reino de Cerdeña en 1745.

## Lugares de interés
- Castillo Sforzesco. En realidad, se trata de un complejo de edificios en el punto más alto de la ciudad, que se originó como residencia de los duques y posteriormente se reconvirtió para uso militar. Actualmente alberga la Galería Cívica de Arte y el Museo Internacional del Calzado, que recorre la historia de la ciudad como primer centro mundial de producción de calzado.[9]
- Plaza Ducal, tradicionalmente considerada la plaza más bella de Italia. Fue construida a instancias de Ludovico el Moro, según un diseño de Leonardo Da Vinci, entre 1492 y 1494.[9]

## Demografía
| Gráfica de evolución demográfica de Vigevano entre 1861 y 2024 |
|                                                                |
| Fuente: ISTAT - Elaboración gráfica de Wikipedia               |

## Galería

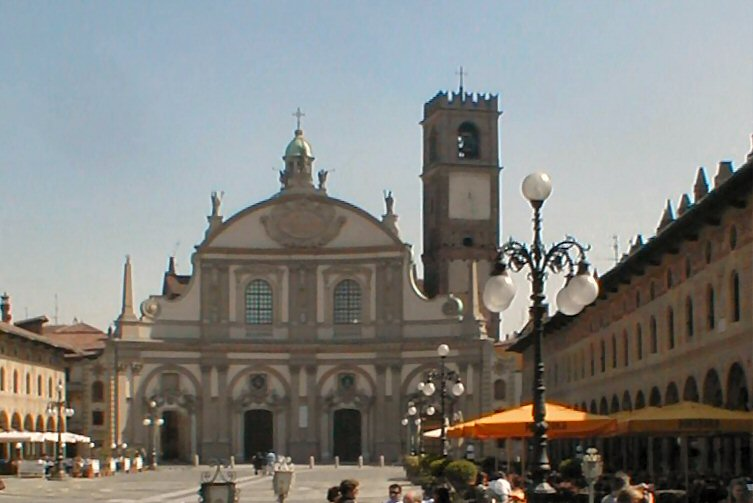
Plaza Ducal
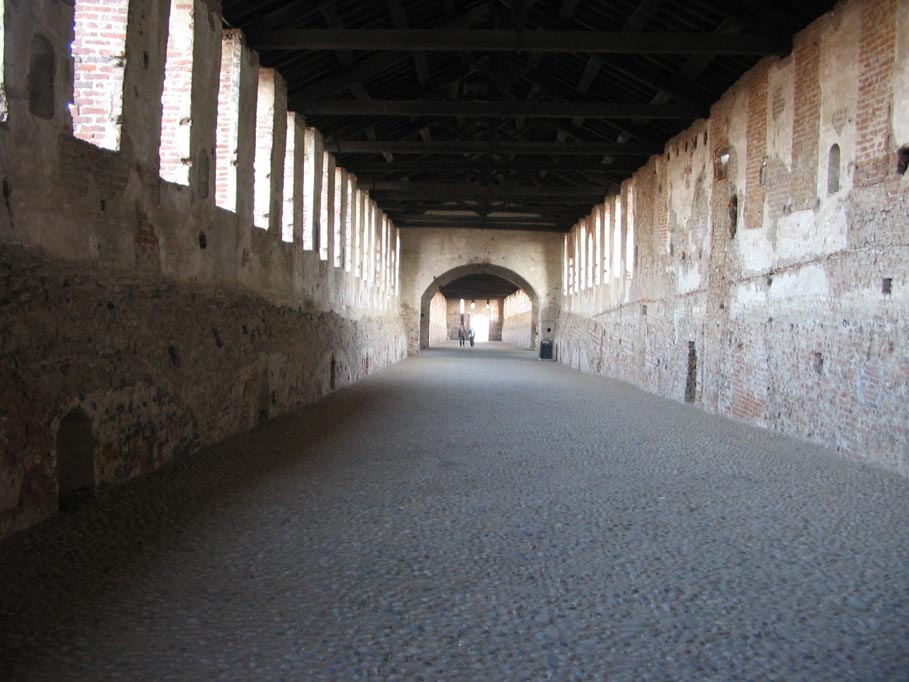
Galería en el Castillo Sforzesco
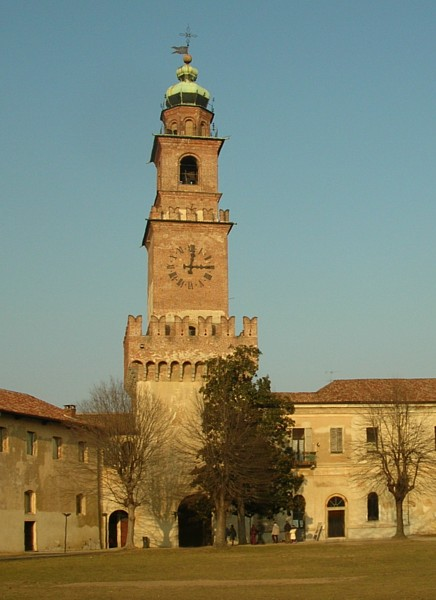
Torre de Bramante, Castillo Sforzesco
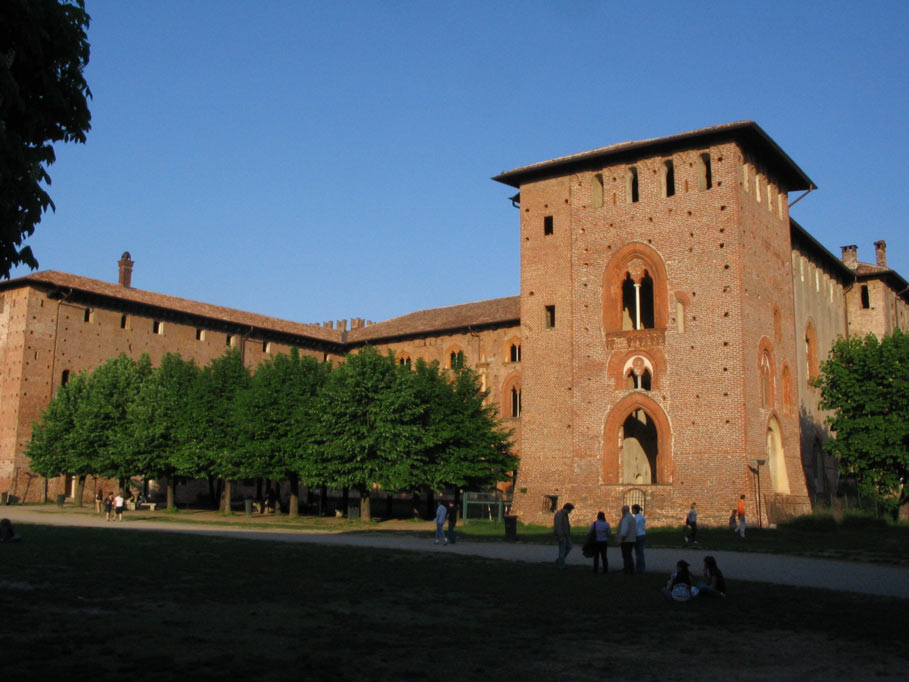
Patio del Castillo Sforzesco